# Elecciones estatales de Pernambuco de 1986
Las elecciones estatales de Pernambuco en 1986 se realizaron el 15 de noviembre como parte de las elecciones generales en el Distrito Federal, en 23 estados brasileños y en los territorios federales de Amapá y Roraima. El gobernador Miguel Arraes, el vicegobernador Carlos Wilson, los senadores Mansueto de Lavor todos los anteriores del Partido del Movimiento Democrático Brasileño (PMDB) y Antônio Farias del Partido Municipalista Brasileño (PMB), 25 diputados federales y 49 diputados estatales fueron elegidos en la última elección donde no se usaron los dos turnos en la elección del gobernador.
La campaña por la sucesión del gobernador Gustavo Krause se anticipó a través de la victoria de Jarbas Vasconcelos del Partido Socialista Brasileño (PSB) en las elecciones municipales de Recife en 1985 con el apoyo de Miguel Arraes, quien para asegurar su regreso al Palacio del Campo de las Princesas cerró un convenio con un antiguo grupo de la antigua Alianza Renovadora Nacional (ARENA) alojado en el Partido del Movimiento Democrático Brasileño (PMDB) y postuló a Carlos Wilson como vicegobernador y entregó una de las vacantes en la elección de senador a Antônio Farias que encabezó una disidencia del Partido Democrático Social (PDS) alojada en el Partido Municipalista Brasileño (PMB) mientras que el otro escaño fue para Mansueto de Lavor desde Marcos Freire prefirió permanecer en la presidencia de la Caixa Econômica Federal, aunque esta última se mostró renuente como Miguel Arraes cuando se acercó al Partido del Frente Liberal (PFL) al inicio del gobierno de José Sarney del PMDB con el pretexto de mantener una coalición vigente a nivel nacional en Pernambuco.
En las elecciones proporcionales, las vacantes se concentraron entre el Partido del Movimiento Democrático Brasileño (PMDB) y  el Partido del Frente Liberal (PFL), este último sorprendido por la derrota de Roberto Magalhães, sin embargo, la presencia del ministro Marco Maciel aseguró la unidad del partido al punto de permitir su victoria en las siguientes elecciones.

## Candidatos

### Gobernador
| Gobernador    | Gobernador | Gobernador | Cargos anteriores                           | Vicegobernador   | Vicegobernador | Vicegobernador | Nª | Coalición                                                   |
| Candidato     | Partido    | Partido    | Cargos anteriores                           | Candidato        | Partido        | Partido        | Nª | Coalición                                                   |
| ------------- | ---------- | ---------- | ------------------------------------------- | ---------------- | -------------- | -------------- | -- | ----------------------------------------------------------- |
| Miguel Arraes |            | PMDB       | Diputado Federal por Pernambuco (1983-1987) | Carlos Wilson    |                | PMDB           | 15 | Frente Popular de Pernambuco PMDB, PT, PSB, PCB, PCdoB, PMB |
| José Múcio    |            | PFL        | Prefecto de Rio Formoso (1982-1983)         | José Muniz Ramos |                | PFL            | 25 | Unión por Pernambuco PFL, PDS, PTB, PDC                     |

#### Biografía del Gobernador Electo
Nacido en Ceará de Araripe, el abogado Miguel Arraes se graduó en la Universidad Federal de Pernambuco en 1937 e ingresó al servicio público a través del Instituto del Azúcar y Alcohol, convirtiéndose en su delegado. Secretario de Hacienda en el gobierno de Barbosa Lima Sobrinho, integró el Partido Social Democrático (PSD), pero debutó en la política cuando fue elegido diputado estadual por el Partido Social Laborista (PST) en 1954. Regresó a la Secretaría de Hacienda en el gobierno de  Cid Sampaio, su cuñado, y ganó las elecciones para alcalde de Recife en 1959. Elegido gobernador de Pernambuco en 1962, fue depuesto por el Coronel João Dutra de Castilho en las primeras horas del Régimen Militar de 1964, Posteriormente, sus derechos políticos fueron revocados por el Acto Institucional Número Uno y fue llevado a la isla de Fernando de Noronha y luego a Recife y Río de Janeiro antes de dirigirse a Argelia, regresando a Brasil gracias a la Ley de Amnistía en 1979, a tiempo de incorporarse al MDB y luego al PMDB, siendo elegido diputado federal en 1982 y gobernador de Pernambuco en 1986 .

### Senador Federal
| Senador                  | Senador                     | Senador | Cargos anteriores                                                | Suplentes             | Suplentes | Suplentes | Nª  | Coalición                                                   |
| Candidato                | Partido                     | Partido | Cargos anteriores                                                | Candidato             | Partido   | Partido   | Nª  | Coalición                                                   |
| ------------------------ | --------------------------- | ------- | ---------------------------------------------------------------- | --------------------- | --------- | --------- | --- | ----------------------------------------------------------- |
| Jacob Nouri Tumajan      |                             | PDT     | Sin cargo político anterior                                      | Pedro Feliciano       |           | PDT       | 122 |                                                             |
| Jacob Nouri Tumajan      | Otacílio de Souza           | PDT     | Sin cargo político anterior                                      |                       |           | PDT       | 122 |                                                             |
| Mansueto de Lavor        |                             | PMDB    | Diputado Estatal y Federal por Pernambuco (1979-1983; 1983-1987) | Luiz Piauhylino       |           | PMDB      | 151 | Frente Popular de Pernambuco PMDB, PT, PSB, PCB, PCdoB, PMB |
| Mansueto de Lavor        | Petronilo Santa Cruz        | PMDB    | Diputado Estatal y Federal por Pernambuco (1979-1983; 1983-1987) |                       |           | PMDB      | 151 | Frente Popular de Pernambuco PMDB, PT, PSB, PCB, PCdoB, PMB |
| Cid Sampaio              |                             | PL      | Gobernador de Pernambuco (1959-1963)                             | José Augusto Lins     |           | PL        | 221 |                                                             |
| Cid Sampaio              | José Augusto Lins           | PL      | Gobernador de Pernambuco (1959-1963)                             |                       |           | PL        | 221 |                                                             |
| Roberto Magalhães        |                             | PFL     | Gobernador de Pernambuco (1983-1986)                             | Carlos Alberto Gomes  |           | PFL       | 251 | Unión por Pernambuco PFL, PDS, PTB, PDC                     |
| Roberto Magalhães        | Aristófanes de Andrade      | PFL     | Gobernador de Pernambuco (1983-1986)                             |                       |           | PFL       | 251 | Unión por Pernambuco PFL, PDS, PTB, PDC                     |
| Margarida Cantarelli     | Sin cargo político anterior | PFL     | Carlos Alberto Nogueira                                          | 252                   |           | PFL       |     | Unión por Pernambuco PFL, PDS, PTB, PDC                     |
| Margarida Cantarelli     | Sin cargo político anterior | PFL     | Edgar Mattos                                                     | 252                   |           | PFL       |     | Unión por Pernambuco PFL, PDS, PTB, PDC                     |
| Antônio Farias           |                             | PMB     | Diputado Federal por Pernambuco (1983-1987)                      | Ney Maranhão          |           | PMB       | 161 | Frente Popular de Pernambuco PMDB, PT, PSB, PCB, PCdoB, PMB |
| Antônio Farias           | Ivan Rodrigues da Silva     | PMB     | Diputado Federal por Pernambuco (1983-1987)                      |                       | PMDB      |           | 161 | Frente Popular de Pernambuco PMDB, PT, PSB, PCB, PCdoB, PMB |
| Ivan Mauricio dos Santos |                             | PSB     | Sin cargo político anterior                                      | Walteir José da Silva |           | PSB       | 401 | Frente Popular de Pernambuco PMDB, PT, PSB, PCB, PCdoB, PMB |
| Ivan Mauricio dos Santos | Ovídio Ferreira de Paula    | PSB     | Sin cargo político anterior                                      |                       |           | PSB       | 401 | Frente Popular de Pernambuco PMDB, PT, PSB, PCB, PCdoB, PMB |

## Resultados

### Gobernador
| Partido                   | Partido                   | Candidatos                | Votos     | %      |
| ------------------------- | ------------------------- | ------------------------- | --------- | ------ |
|                           | PMDB                      | Miguel Arraes             | 1.587.726 | 60,91  |
|                           | PFL                       | José Múcio Monteiro       | 1.018.800 | 39,09  |
|                           |                           |                           |           |        |
| Votos válidos             | Votos válidos             | Votos válidos             | 2.606.526 | 87,84  |
| Votos en blanco           | Votos en blanco           | Votos en blanco           | 299.153   | 10,08  |
| Votos nulos               | Votos nulos               | Votos nulos               | 61.683    | 2,08   |
| Total                     | Total                     | Total                     | 2.967.362 | 100,00 |
| Registrados/Participaciòn | Registrados/Participaciòn | Registrados/Participaciòn | 3.151.589 | 94,15  |

     Electo

### Senador Federal
| Partido                      | Partido                      | Partido                      | Candidatos                | Votos     | %      |
| ---------------------------- | ---------------------------- | ---------------------------- | ------------------------- | --------- | ------ |
|                              |                              | PMDB                         | Mansueto de Lavor         | 1.280.388 | 27,05  |
|                              | PMB                          | Antônio Farias               | 1.204.869                 | 25,46     |        |
|                              | PSB                          | Ivan Mauricio dos Santos     | 80.143                    | 1,69      |        |
| Frente Popular de Pernambuco | Frente Popular de Pernambuco | Frente Popular de Pernambuco | 2.565.400                 | 54,20     |        |
|                              |                              | PFL                          | José Múcio Monteiro       | 1.015.328 | 21,45  |
| Margarida Cantarelli         | 643.237                      | PFL                          | 13,59                     |           |        |
| Unión por Pernambuco         | Unión por Pernambuco         | Unión por Pernambuco         | 1.658.565                 | 35,04     |        |
|                              | PL                           | PL                           | Cid Sampaio               | 493.893   | 10,43  |
|                              | PDT                          | PDT                          | Jacob Nouri Tumajan       | 15.514    | 0,33   |
|                              |                              |                              |                           |           |        |
| Votos válidos                | Votos válidos                | Votos válidos                | Votos válidos             | 4.732.769 | 79,75  |
| Votos en blanco              | Votos en blanco              | Votos en blanco              | Votos en blanco           | 868.856   | 14,64  |
| Votos nulos                  | Votos nulos                  | Votos nulos                  | Votos nulos               | 333.069   | 5,61   |
| Total                        | Total                        | Total                        | Total                     | 2.967.362 | 100,00 |
| Registrados/Participaciòn    | Registrados/Participaciòn    | Registrados/Participaciòn    | Registrados/Participaciòn | 3.151.589 | 94,15  |

     Electos

### Diputados federales electos
Los candidatos electos se enumeran con información adicional de la Cámara de Diputados.
| Diputados federales electos | Partido | Votos   | Ciudad de origen        | Estado     |
| --------------------------- | ------- | ------- | ----------------------- | ---------- |
| Joaquim Francisco           | PFL     | 142.359 | Recife                  | Pernambuco |
| Fernando Lyra               | PMDB    | 90.767  | Recife                  | Pernambuco |
| Roberto Freire              | PCB     | 75.394  | Recife                  | Pernambuco |
| Osvaldo Coelho              | PFL     | 61.381  | Juazeiro                | Bahía      |
| Paulo Marques               | PFL     | 59.157  | Carpina                 | Pernambuco |
| Inocêncio Oliveira          | PFL     | 59.133  | Serra Talhada           | Pernambuco |
| Fernando Bezerra Coelho     | PMDB    | 58.773  | Petrolina               | Pernambuco |
| Gilson Machado              | PFL     | 55.572  | Recife                  | Pernambuco |
| Ricardo Fiuza               | PFL     | 45.225  | Fortaleza               | Ceará      |
| Geraldo Melo                | PMDB    | 44.503  | Jaboatão dos Guararapes | Pernambuco |
| José Jorge                  | PFL     | 44.374  | Recife                  | Pernambuco |
| José Mendonça Bezerra       | PFL     | 44.216  | Belo Jardim             | Pernambuco |
| Maurílio Ferreira Lima      | PMDB    | 42.558  | Limoeiro                | Pernambuco |
| José Moura                  | PFL     | 41.589  | Recife                  | Pernambuco |
| Cristina Tavares            | PMDB    | 40.618  | Garanhuns               | Pernambuco |
| Wilson Campos               | PMDB    | 39.667  | Brejo da Madre de Deus  | Pernambuco |
| Salatiel Carvalho           | PFL     | 39.519  | Bacabal                 | Maranhão   |
| Luís Freire                 | PMDB    | 38.232  | Recife                  | Pernambuco |
| Gonzaga Patriota            | PMDB    | 38.106  | Sertânia                | Pernambuco |
| José Tinoco                 | PFL     | 37.464  | Recife                  | Pernambuco |
| José Carlos Vasconcelos     | PMDB    | 36.747  | Recife                  | Pernambuco |
| Egídio Ferreira Lima        | PMDB    | 35.019  | Timbaúba                | Pernambuco |
| Marcos Queiroz              | PMDB    | 32.747  | Recife                  | Pernambuco |
| Nilson Gibson               | PMDB    | 32.220  | Recife                  | Pernambuco |
| Harlan Gadelha              | PMDB    | 29.893  | Goiana                  | Pernambuco |

#### Por Partido/Federación
| Partido                   | Partido                                            | Votos     | %      | Escaños | ±           |
| ------------------------- | -------------------------------------------------- | --------- | ------ | ------- | ----------- |
| 15                        | Partido del Movimento Democrático Brasileño (PMDB) | 879.943   | 46,01  | 13      | 1           |
| 25                        | Partido del Frente Liberal (PFL)                   | 795.874   | 41,61  | 11      | Nuevo       |
| 23                        | Partido Comunista Brasileño (PCB)                  | 77.118    | 4,03   | 1       | Nuevo       |
| 12                        | Partido Democrático Laborista (PDT)                | 60.463    | 3,16   | 0       | Sin cambios |
| 20                        | Partido Social Cristiano (PSC)                     | 24.178    | 1,26   | 0       | Nuevo       |
| 13                        | Partido de los Trabajadores (PT)                   | 22.264    | 1,16   | 0       | Sin cambios |
| 26                        | Partido Municipalista Brasileño (PMB)              | 19.397    | 1,01   | 0       | Nuevo       |
| 40                        | Partido Socialista Brasileño (PSB)                 | 9.732     | 0,51   | 0       | Nuevo       |
| 22                        | Partido Liberal (PL)                               | 8.027     | 0,42   | 0       | Nuevo       |
| 11                        | Partido Democrático Social (PDS)                   | 6.299     | 0,33   | 0       | 14          |
| 14                        | Partido Laborista Brasileño (PTB)                  | 3.258     | 0,17   | 0       | Sin cambios |
| 17                        | Partido Demócrata Cristiano (PDC)                  | 2.458     | 0,13   | 0       | Nuevo       |
| 19                        | Partido Humanista (PH)                             | 1.522     | 0,08   | 0       | Nuevo       |
| 37                        | Partido Nacionalista Democrático (PND)             | 1.119     | 0,06   | 0       | Nuevo       |
| 24                        | Partido Comunista de Brasil (PCdoB)                | 1.061     | 0,06   | 0       | Nuevo       |
|                           |                                                    |           |        |         |             |
| Votos válidos             | Votos válidos                                      | 5.147.594 | 64,46  |         |             |
| Votos en blanco           | Votos en blanco                                    | 879.274   | 29,63  |         |             |
| Votos nulos               | Votos nulos                                        | 175.375   | 5,91   |         |             |
| Total                     | Total                                              | 2.967.362 | 100,00 | 25      | 1           |
| Registrados/Participación | Registrados/Participación                          | 3.151.589 | 94,15  | 17,34   | 17,34       |

### Diputados estatales electos
Una vez concluido el cómputo, las 49 curules de la Asamblea Legislativa de Pernambuco quedaron distribuidas de la siguiente manera: PMDB diecinueve, PFL dieciocho, PDT seis, PMB tres, PDC dos, PDS uno.
| Diputados estatales electos             | Partido | Votos  | Ciudad de origen        | Estado     |
| --------------------------------------- | ------- | ------ | ----------------------- | ---------- |
| João Ramos Coelho                       | PDT     | 77.924 | Recife                  | Pernambuco |
| Osvaldo Rabelo                          | PFL     | 30.219 | Goiana                  | Pernambuco |
| Felipe Coelho                           | PFL     | 29.196 | Ouricuri                | Pernambuco |
| Geraldo Pinho Alves Filho               | PMDB    | 29.088 | Paulista                | Pernambuco |
| José Aglailson Queralvares              | PFL     | 28.414 | Vitória de Santo Antão  | Pernambuco |
| Manoel Ramos de Almeida                 | PFL     | 26.172 | Panelas                 | Pernambuco |
| Arthur Correia de Oliveira              | PFL     | 25.982 | Limoeiro                | Pernambuco |
| Francisco Cintra Galvão                 | PMDB    | 23.422 | Belo Jardim             | Pernambuco |
| Ranilson Brandão Ramos                  | PMDB    | 23.177 | Orocó                   | Pernambuco |
| Maviael Cavalcanti                      | PFL     | 22.334 | Macaparana              | Pernambuco |
| Antônio Mariano de Brito                | PFL     | 21.651 | Afogados da Ingazeira   | Pernambuco |
| José Geraldo da Mota Barbosa            | PFL     | 21.612 | Surubim                 | Pernambuco |
| Vital Cavalcanti Novaes                 | PFL     | 21.037 | Escada                  | Pernambuco |
| Geraldo de Souza Coelho                 | PFL     | 20.987 | Petrolina               | Pernambuco |
| Manoel Ferreira da Silva                | PDC     | 20.856 | Jaboatão dos Guararapes | Pernambuco |
| Maria Lúcia Heráclio de Souza Lima      | PMDB    | 19.886 | Abreu e Lima            | Pernambuco |
| Mendonça Filho                          | PFL     | 19.805 | Recife                  | Pernambuco |
| Henrique José Queiroz Costa             | PFL     | 19.116 | Recife                  | Pernambuco |
| Garibaldi Bezerra Gurgel                | PDS     | 19.032 | Palmares                | Pernambuco |
| Marcus Antônio Soares da Cunha          | PMDB    | 18.747 | Bezerros                | Pernambuco |
| Joel de Holanda                         | PFL     | 17.278 | Arcoverde               | Pernambuco |
| José Humberto de Moura Cavalcanti Filho | PMDB    | 16.916 | Limoeiro                | Pernambuco |
| Roldão Joaquim dos Santos               | PDT     | 16.746 | São Joaquim do Monte    | Pernambuco |
| Carlos Porto de Barros                  | PFL     | 16.216 | Canhotinho              | Pernambuco |
| Argemiro Pereira de Menezes             | PFL     | 15.862 | Serra Talhada           | Pernambuco |
| José Liberato Barroso                   | PFL     | 15.828 | Aracati                 | Ceará      |
| João Ferreira Lima Filho                | PMDB    | 15.705 | Recife                  | Pernambuco |
| Newton D'Emery Carneiro                 | PMDB    | 15.122 | Palmares                | Pernambuco |
| Fausto Valença de Freitas               | PFL     | 15.069 | Igarassu                | Pernambuco |
| Ademir Barbosa da Cunha                 | PDC     | 15.022 | Paulista                | Pernambuco |
| Roberto Fontes                          | PMDB    | 14.988 | Caruaru                 | Pernambuco |
| Paulo Bezerra Leite de Araújo           | PMDB    | 14.874 | Ipojuca                 | Pernambuco |
| Ivo Tinô do Amaral                      | PFL     | 14.783 | Lajedo                  | Pernambuco |
| Inaldo Ivo Lima                         | PMDB    | 14.311 | Angelim                 | Pernambuco |
| Paulo Pessoa Guerra Filho               | PMDB    | 14.259 | Recife                  | Pernambuco |
| Clodoaldo da Silva Torres Filho         | PMDB    | 14.400 | Bom Jardim              | Pernambuco |
| José Humberto Lacerda Barradas          | PMDB    | 13.926 | Recife                  | Pernambuco |
| Jose Áureo Rodrigues Bradley            | PMDB    | 13.178 | Arcoverde               | Pernambuco |
| Pedro Eurico de Barros e Silva          | PMDB    | 13.014 | Recife                  | Pernambuco |
| Álvaro Silva Ribeiro                    | PMDB    | 12.387 | Recife                  | Pernambuco |
| Severino de Almeida Filho               | PMB     | 12.221 | Santa Maria do Cambucá  | Pernambuco |
| Manoel Alves de Souza                   | PMB     | 12.166 | São Lourenço da Mata    | Pernambuco |
| Adalberto Farias Cabral                 | PMB     | 12.067 | Surubim                 | Pernambuco |
| Gilvan Coriolano da Silva               | PMDB    | 11.861 | Serra Talhada           | Pernambuco |
| Manoel Tenório Luna                     | PMDB    | 11.563 | Garanhuns               | Pernambuco |
| Carlos Lapa                             | PDT     | 10.237 | Recife                  | Pernambuco |
| Sérgio Guerra                           | PDT     | 9.899  | Recife                  | Pernambuco |
| Adolfo José da Silva                    | PDT     | 8.622  | Olinda                  | Pernambuco |
| Murilo Carneiro Leão Paraíso            | PDT     | 8.142  | Recife                  | Pernambuco |

#### Por Partido/Federación
| Partido                   | Partido                                            | Votos     | %      | Escaños | ±           |
| ------------------------- | -------------------------------------------------- | --------- | ------ | ------- | ----------- |
| 15                        | Partido del Movimento Democrático Brasileño (PMDB) | 735.947   | 37,98  | 19      | 3           |
| 25                        | Partido del Frente Liberal (PFL)                   | 649.452   | 33,49  | 18      | Nuevo       |
| 12                        | Partido Democrático Laborista (PDT)                | 237.253   | 12,23  | 6       | Sin cambios |
| 17                        | Partido Demócrata Cristiano (PDC)                  | 88.839    | 4,58   | 2       | Nuevo       |
| 26                        | Partido Municipalista Brasileño (PMB)              | 61.180    | 3,15   | 3       | Nuevo       |
| 40                        | Partido Socialista Brasileño (PSB)                 | 39.677    | 2,05   | 0       | Nuevo       |
| 11                        | Partido Democrático Social (PDS)                   | 36.929    | 1,90   | 1       | 27          |
| 13                        | Partido de los Trabajadores (PT)                   | 24.645    | 1,27   | 0       | Sin cambios |
| 20                        | Partido Social Cristiano (PSC)                     | 18.657    | 0,96   | 0       | Nuevo       |
| 23                        | Partido Comunista Brasileño (PCB)                  | 18.052    | 0,93   | 0       | Nuevo       |
| 22                        | Partido Liberal (PL)                               | 13.464    | 0,69   | 0       | Nuevo       |
| 14                        | Partido Laborista Brasileño (PTB)                  | 10.821    | 0,56   | 0       | Sin cambios |
| 19                        | Partido Humanista (PH)                             | 2.179     | 0,11   | 0       | Nuevo       |
| 37                        | Partido Nacionalista Democrático (PND)             | 1.406     | 0,07   | 0       | Nuevo       |
| 24                        | Partido Comunista de Brasil (PCdoB)                | 671       | 0,03   | 0       | Nuevo       |
|                           |                                                    |           |        |         |             |
| Votos válidos             | Votos válidos                                      | 1.939.172 | 65,35  |         |             |
| Votos en blanco           | Votos en blanco                                    | 845.757   | 28,50  |         |             |
| Votos nulos               | Votos nulos                                        | 182.433   | 6,15   |         |             |
| Total                     | Total                                              | 2.967.362 | 100,00 | 49      | 1           |
| Registrados/Participación | Registrados/Participación                          | 3.151.589 | 94,15  | 17,34   | 17,34       |